# Bliv kvar hos oss, o Herre kär
Bliv kvar hos oss, o Herre kär är en psalm med text och musik skriven 1961 av Gunnar Eriksson. Texten är hämtad ur Lukasevangeliet 24:29.

## Publicerad i
- Herren Lever 1977 som nummer 884 under rubriken "Dagens och årets tider - Kväll".[2]
- Psalmer och Sånger 1987 som nummer 545 under rubriken "Dagens och årets tider - Kväll".[1]